# At Sundown
At Sundown (When Love Is Calling Me Home) ist ein Lied, das Walter Donaldson verfasste und 1927 veröffentlichte.

## Hintergrund

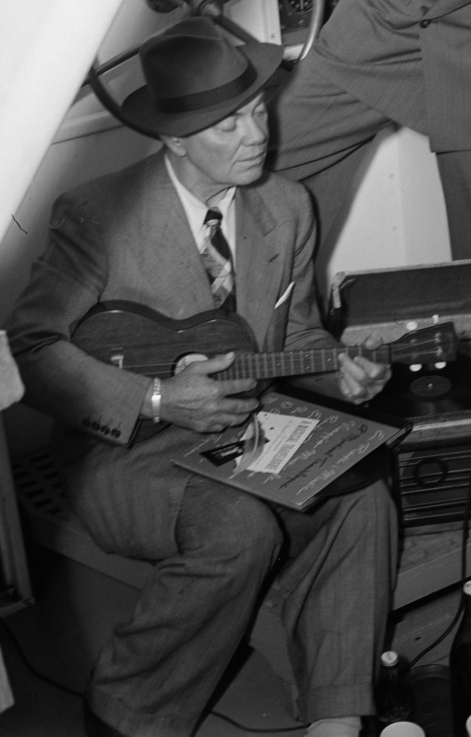
Cliff Edwards, 1947

Der „muntere kleine Song“ von Walter Donaldson, in F-Dur in der Form ABAB' geschrieben, hat einen „klar erkennbaren Auftakt mit vier Noten (Ev’ry little...) und seinen liebenswerten viertaktigen Phrasen, die in Sprüngen und Stufen absteigen. Im Kontrast hierzu wird der B-Abschnitt erheblich breiter, mit langen Noten und Nonen-Akkorden.“  Der Untertitel kommt von der Schlusszeile When night is falling and love is calling me home. Cliff Edwards (alias Ukelele Ike) stellte den Song im New Yorker Palace Theatre vor.

## Erste Aufnahmen und spätere Coverversionen
Zu den Musikern, die den Song ab Mitte 1927 coverten, gehörten Victor Arden & Phil Ohman, Eddie Miles, in London Newton Carlisle und Chick Endor, ferner Harry Reser (Columbia 921), Ruth Etting, Al Lynn’s Music Masters und den Clicquot Club Eskimos. Am erfolgreichsten in den Vereinigten Staaten war die Version von George Olsen and his Orchestra, mit dem Gesang von Bob Borger, Fran Frey & Bob Rice.
Der Diskograf Tom Lord listet im Bereich des Jazz insgesamt 233 (Stand 2015) Coverversionen, u. a. von Isham Jones, Artie Shaw, Toots Mondello, Benny Goodman, Glenn Miller, Teddy Wilson, Tommy Dorsey, Les Paul, Miff Mole, Bobby Hackett, Eddie Condon, Red Nichols. Der Song fand auch Verwendung in mehreren Filmen; Marsha Hunt sang ihn in Musik für Millionen (1944), ein Trio aus Tommy und Jimmy Dorsey und Paul Whiteman sang ihn in The Fabulous Dorseys (1947). Doris Day interpretierte den Song in der Ruth-Etting-Filmbiografie Love Me Or Leave Me (1955), Frank Sinatra in The Joker Is Wild (1957).